# Цебровський Віктор Васильович
Віктор Васильович Цебровський (3 березня 1878, с. Романівка, тепер Тернопільський район — квітень 1940, м. Золочів, тепер Львівська область) — український правник, суддя, громадський діяч.

## Життєпис
Народився 3 березня 1878 року в с. Романівка (нині Тернопільський район, Тернопільська область, Україна).
Навчався у Першій тернопільській гімназії, Львівському та Віденському університетах.
З 1906 року працював в судах Тернополя, Скалата, Копичинців, Яблунова, Підволочиська. Під час існування ЗУНР — заступник президента окружного суду (Тернопіль). З 1921 року поновив роботу суддею. Був діяльним в українських товариствах, у 1929 році став членом ради Тернополя. Від 1933 року — в Золочеві. 
Заарештований у жовтні 1939 року, страчений без суду (репресований НКВД) у квітні 1940 року.